# Al Kilgore
Alfred R. „Al“ Kilgore (* 19. Dezember 1927 in Newark, New Jersey; † 15. August 1983 in New York City) war ein US-amerikanischer Cartoonist, Comiczeichner und Cineast.

## Leben
Kilgore besuchte in den 1930er Jahren die Andrew Jackson High School in Queens/NYC. Dort traf er seine spätere Frau, Dolores Preusch; die beiden heirateten schließlich im Jahr 1958.
Im Zweiten Weltkrieg diente Kilgore in der Fifth Air Force, die von Australien aus auf dem asiatischen Kriegsschauplatz eingesetzt war.
Nach dem Krieg ging er an die Art Career School in Manhattan, wo er im Jahr 1951 seinen Abschluss machte.
Das Ehepaar Kilgore lebte in Queens Village, Long Island. Kilgore starb im Alter von 55 Jahren in New York City an einer Embolie.

## Werk

### Comics
Von 1962 bis 1967 war Kilgore ein Zeichner der Bullwinkle-Comics für das Bell-McClure-Zeitungskonsortium. Federführend war er bei den Comic-Ausgaben Rocky and His Friends, Bullwinkle Mother Moose Nursery Pomes und Bullwinkle and Rocky.
Kilgore wirkte auch bei den Pink Panther-Comics mit.

### Illustrator und Cartoonist
Kilgore fertigte mit besonderer Vorliebe und Hingabe „stets entzückende, mühelose, unbeschwerte Kunstwerke, die hauptsächlich auf den Covern von Filmmagazinen, Büchern und Plattenalben“ zu finden sind.
Er war der Art Director von SCREEN FACTS, einem unregelmäßig erscheinenden Filmmagazin im Kleinformat, das von Alan G. Barbour in den 1960ern herausgegeben wurde. Als herausragend bezeichnet wird die Umschlagsillustration von Shirley Temple 1965. Ein provokanteres Cover aus dem Jahr 1968 zeichnete er für Leonard Maltins grundlegende Filmzeitschrift Film Fan Monthly, das eine gekreuzigte Micky Mouse anlässlich der Veröffentlichung von Richard Schickels kontroverser Disney-Biografie The Disney Version zeigt.

### Film und Fernsehen
Als Schauspieler trat Kilgore zusammen mit den Filmhistorikern und Autoren Alan G. Barbour und William K. Everson in Louis McMahons Serienparodie Captain Celluloid vs. the Film Pirates auf. Diese vierteilige, semiprofessionelle Produktion war eine Hommage an Republic Pictures und deren Abenteuerserien und nahm gleichzeitig die Vintage-Film-Subkultur der 1960er Jahre auf die Schippe.
Kilgore produzierte den Film The World of Hans Christian Andersen (1971), bei dem er gemeinsam mit Chuck McCann Regie führte. Für den Film hatte er auch das Drehbuch geschrieben.
Er war einer der Gründer des Freundeskreises Sons of the Desert, der das Werk des von ihm sehr verehrten Komikerduos Laurel und Hardy würdigt. Er schuf das Wappen dieser Vereinigung. Für das Buch Mr. Laurel & Mr. Hardy von John McCabe zeichnete und entwarf er die Illustration des Einbands.

## Auszeichnungen
- Silver T-Square (1976) „für herausragendes Engagement oder Dienste für die Gesellschaft oder das Fachgebiet“ der  National Cartoonists Society (NCS)[8]
- Special Features Award  (1983) der NCS für Elvis the Paper Doll Book[9]